# Millennium Line
Millennium Line est le nom d'une ligne du SkyTrain de Vancouver. Elle relie Waterfront Station (Vancouver) à VCC-Clark Station (Vancouver).
Elle fut la deuxième à être mise en service, après la Expo Line.

## Historique
La Millennium Line a été ouverte le 31 août 2002.
Voici la traduction en français pour un article Wikipédia :

### Propositions initiales
Lorsque la ligne Expo a été inaugurée en 1985, une extension vers Lougheed Mall, à l'est de Burnaby, a été proposée. Le point de jonction le plus probable pour cette extension aurait été depuis la station Royal Oak, remontant la rue Edmonds jusqu’à Lougheed Mall, bien que des premières cartes de la ligne SkyTrain suggéraient également une extension vers le nord-est à partir de New Westminster,. Aucun de ces plans ne s’est concrétisé, bien que l’extension des voies de la ligne Expo jusqu’à la station Columbia en 1989, suivie par l’ouverture du SkyBridge vers Surrey en 1990, ait permis de créer une courte branche à l’est de la station Columbia, plus tard intégrée à la nouvelle ligne Millennium.

### Phase I: Columbia à Commercial Drive (2002)
En 1995, le gouvernement de la Colombie-Britannique a annoncé la construction d'une nouvelle ligne entièrement distincte, un tramway de surface qui devait s’étendre le long de Broadway et de Lougheed Highway jusqu’à Lougheed Mall (désormais desservi par la station Lougheed Town Centre), comme première phase de la ligne « T » (l’une des trois lignes du Système de transport en commun à capacité intermédiaire) décrite dans le Plan stratégique de la région vivable de Vancouver métropolitain, qui s’étendait jusqu’à Coquitlam. Un examen de 18 mois sur le transport en commun rapide a été lancé en janvier 1998, mais a été interrompu après l'annonce du gouvernement en juin 1998, qui choisissait la technologie de Bombardier. Cela signifiait que la première phase de la ligne devait être connectée à la ligne Expo existante pour utiliser ses installations de maintenance. Le raccordement des deux lignes à la station Broadway était jugé impraticable, donc les lignes ont été reliées à New Westminster. Des aiguillages vers la ligne Millennium ont été installés sur la ligne Expo juste à l’est de la station Columbia. Le service de la ligne Expo a été réduit à une seule voie sur le SkyBridge pendant l’installation de ces aiguillages.
La ligne Millennium a ouvert au service commercial le 7 janvier 2002 (une prévisualisation pour les passagers de SkyTrain a eu lieu les deux jours précédents), avec des trains circulant entre la station Waterfront sur la ligne Expo et la station Braid à l'est de New Westminster.
Pour la deuxième phase, le service a été étendu à la station Commercial Drive (qui a ensuite fusionné avec la station Broadway pour former Commercial–Broadway) le 31 août 2002 (l'intégration complète avec le réseau de bus ayant eu lieu le 3 septembre 2002).

### Lake City Way et extension vers VCC–Clark (2003–2006)
La station Lake City Way, située entre les stations Sperling–Burnaby Lake et Production Way–University, a ouvert le 21 novembre 2003. Trois ans plus tard, la ligne a été prolongée jusqu’à son terminus actuel, la station VCC–Clark, le 6 janvier 2006. La ligne Millennium a été achevée pour un coût de 1,2 milliard de dollars, soit 40 millions de dollars sous le budget.
En 2007, la portion non interconnectée de la ligne Millennium desservait en moyenne 70 000 passagers par jour. Parmi ceux-ci, 14 000 passagers arrivaient sur des trains en provenance des stations de la ligne Expo à l’ouest de la station Columbia, et 7 000 transféraient depuis la section Surrey de la ligne Expo. En 2009, on estimait que le nombre de passagers avait augmenté pour atteindre au moins 80 000 par jour.
À l’origine, le service de la ligne Millennium suivait la ligne Expo de Waterfront à Columbia, puis revenait vers Vancouver via la nouvelle route, passant à nouveau par Commercial–Broadway à un quai différent, et se terminant à VCC–Clark. Après une reconfiguration le 22 octobre 2016, en préparation à l’ouverture de l'extension Evergreen, la ligne Millennium circulait désormais entre la station VCC–Clark à l'ouest et la station Lougheed Town Centre à l'est. Les correspondances avec la ligne Expo étaient possibles aux stations Production Way–University et Lougheed Town Centre. Les stations Braid et Sapperton ont été réaffectées à la ligne Expo.

### Phase II: Extension Evergreen (2016)
La deuxième phase de la ligne Millennium devait être une extension de Lougheed Mall à Coquitlam (alors connue sous le nom de ligne Port Moody–Coquitlam, ou PMC), qui aurait permis un trajet direct entre Coquitlam et la station VCC–Clark. Un court embranchement et des aiguillages pour la ligne PMC ont été installés à l’est de la station Lougheed Town Centre, et un troisième quai a été aménagé en prévision de l’extension. La phase II a été mise en attente après un changement de gouvernement provincial.
Une extension de la ligne SkyTrain de la station Lougheed Town Centre à Coquitlam Town Centre a été proposée lors de la construction de la ligne Millennium, et les voies de jonction nécessaires à cette extension ont été construites à la station dès sa conception initiale. À un certain moment avant 2008, le mode de transport prévu pour l’extension a été modifié en tramway, au lieu du SkyTrain, ce qui aurait rendu inutilisées les voies de jonction. Cependant, en février 2008, les plans sont revenus à l’utilisation de la technologie SkyTrain pour l’extension, afin de faciliter une augmentation de la fréquentation, de réduire les temps de trajet et d’intégrer de manière transparente le réseau SkyTrain existant. En conséquence, les voies de jonction et le troisième quai préconstruits à la station Lougheed Town Centre ont été utilisés dans le cadre de l’extension Evergreen.
La construction de l'extension Evergreen a commencé en 2013 et s’est achevée à la fin de 2016. L'extension a été ouverte au service commercial le 2 décembre 2016.

## Parcours
|  |    |  | Station                    | Ville      | Correspondances       |
|  | -- |  | -------------------------- | ---------- | --------------------- |
|  | ▣  |  | VCC—Clark                  | Vancouver  | —                     |
|  | ◉  |  | Commercial—Broadway        | Vancouver  | Expo Line Autobus 99B |
|  | ⚫︎ |  | Renfrew                    | Vancouver  | —                     |
|  | ⚫︎ |  | Rupert                     | Vancouver  | —                     |
|  | ⚫︎ |  | Gilmore                    | Burnaby    | —                     |
|  | ⚫︎ |  | Brentwood Town Centre      | Burnaby    | —                     |
|  | ⚫︎ |  | Holdom                     | Burnaby    | —                     |
|  | ⚫︎ |  | Sperling/Burnaby Lake      | Burnaby    | —                     |
|  | ⚫︎ |  | Lake City Way              | Burnaby    | —                     |
|  | ◉  |  | Production Way—University  | Burnaby    | Expo Line             |
|  | ◉  |  | Lougheed Town Centre       | Burnaby    | Expo Line             |
|  | ⚫︎ |  | Burquitlam                 | Coquitlam  | —                     |
|  | ◉  |  | Moody Centre               | Port Moody | West Coast Express    |
|  | ⚫︎ |  | Inlet Centre               | Port Moody | —                     |
|  | ◉  |  | Gare centrale de Coquitlam | Coquitlam  | West Coast Express    |
|  | ⚫︎ |  | Lincoln                    | Coquitlam  | —                     |
|  | ▣  |  | Lafarge Lake—Douglas       | Coquitlam  | —                     |

## Projets de prolongements
La ligne devrait être prolongée à Arbutus d'ici 2027 et ultérieurement à l'Université de la Colombie-Britannique.